# Something to Do
Something to Do è un film muto del 1919 diretto da Donald Crisp.

## Trama
Jack Merrill non sa come combattere la noia e il suo medico lo convince a darsi da fare per intraprendere qualche attività. Così, quando scopre che Thompson, il suo valletto, frequenta la residenza della signora Parkin facendosi passare per Lord Sidney, anche Jack vi si presenta spacciandosi per un conte inglese. Quasi tutti gli ospiti sono dei nobili fasulli. La signora Parkin, che ha messo Remwick, il fratello, in manicomio, gestisce lei la casa come se ne fosse la proprietaria.
Remwick, però, riesce a scappare e a mettersi in contatto con sua figlia Jane, che lavora come segretaria della sorella. Jack decide di aiutarli. I tre aprono la cassaforte che contiene le prove del coinvolgimento del professor Blight, primario del manicomio, nella congiura. E, mentre Remwick e la figlia fuggono inseguiti dalle guardie della clinica, Jack avvisa la polizia che salva Remwick. I documenti sottratti dimostrano senza alcun dubbil la sua sanità mentale e la colpevolezza della sorella. Jack, che finalmente si è lasciato alle spalle una vita annoiata e indolente, ora è completamente preso dal suo amore per Jane.

## Produzione
Il film fu prodotto dalla Famous Players-Lasky Corporation

## Distribuzione
Distribuito dalla Paramount Pictures e dalla Famous Players-Lasky Corporation, uscì nelle sale cinematografiche USA 13 aprile 1919.